# Bong Ihn Koh
Bong Ihn Koh (고봉인; * 1985) ist ein südkoreanischer Cellist und Molekularbiologe.

## Leben
Bong Ihn Koh begann im Alter von acht Jahren Cello zu spielen. Ab 1995 studierte er an der Korea National University of Arts bei Myung-Wha Chung. Zwei Jahre später gewann er den Ersten Preis im Fach Cello beim Internationalen Tschaikowski-Wettbewerb für junge Musiker in Sankt Petersburg und erhielt danach die Möglichkeit, mit namhaften Orchestern aufzutreten. 1999 wurde er der jüngste Student von David Geringas an der Musikhochschule Lübeck. Der Landgraf-von-Hessen-Preis der Kronberg Academy, den er 2000 erhielt, ermöglichte ihm die Fortsetzung seiner Ausbildung bei Bernard Greenhouse. In dieser Zeit hatte er Auftritte als Solist mit dem Russisches Nationalorchester, Sankt Petersburger Philharmoniker, Philharmonieorchester Tokio, Philharmonisches Orchester Seoul, Südwestdeutschen Kammerorchester Pforzheim, dem Litauischen Kammerorchester und der Hamburger Camerata. Bis 2004 studierte er an der Hochschule für Musik Hanns Eisler Berlin. Danach ging er an die Harvard University, um Molekularbiologie zu studieren. Er forscht am Stem Cell Institute der Universität an Methoden zur Bekämpfung der Leukämie und veröffentlichte zahlreiche Artikel zur Thematik in Fachzeitschriften.
Bereits frühzeitig entdeckte Koh die Musik Yun I-sangs für sich. Er wurde zum bedeutendsten Förderer von dessen Werk in Südkorea. 2000 spielte er als erste Südkoreaner das Cellokonzert Yuns und gewann 2. Preis damit den Isang-Yun-Wettbewerb in Tongyeong. Nachdem der Plan eines Isang Yun World Peace Concert mit Musikern aus Nord- und Südkorea 2006 nach nordkoreanischen Atomtests kurzfristig abgesagt wurde, konnte Koh auf Vermittlung von Yuns Witwe 2008 in Pjöngjang Yuns Cellokonzert aufführen. Dort lernte er auch Mitglieder des nordkoreanischen Yun-Ensembles und die Cellistin Nam Hae Yon kennen. Seit seinem Studienabschluss in Harvard tritt Koh überwiegend in Südkorea, insbesondere regelmäßig in Yuns Geburtsstadt Tongyeong auf. Unterstützung erfuhr er vielfach von Yo Yo Ma, dessen Silk Road Ensemble er zeitweise angehörte.